# Pont Pierre-Laporte
Der Pont Pierre-Laporte ist eine Hängebrücke in der kanadischen Provinz Québec. Die längste Brücke dieser Art des Landes überspannt den Sankt-Lorenz-Strom zwischen den Städten Québec auf der Nord- und Lévis auf der Südseite. Auf ihr verläuft die sechsspurige Autoroute 73. Die Brücke liegt rund 200 Meter westlich der Pont de Québec. 
Die Gesamtlänge beträgt 1041 Meter, die mittlere Spannweite 667,5 Meter, die Höhe der Pylonen 116 Meter. Die Feldweiten betragen 186,5 m – 667,5 m – 186,5 m. Ihre Kapazität beträgt täglich rund 90.000 Fahrzeuge. Erbaut wurde die Brücke in den Jahren 1966 bis 1970 vom Straßenbauamt der Provinz Québec in Zusammenarbeit mit dem Privatunternehmen Parsons Transportation Group. In Anlehnung an die benachbarte Pont de Québec hätte sie ursprünglich den Namen Nouveau Pont de Québec tragen sollen. Kurz vor der Eröffnung am 1. November 1970 wurde sie jedoch zu Ehren von Pierre Laporte, der während der Oktoberkrise von der Front de libération du Québec entführt und ermordet worden war, umbenannt.

## Anmerkung
1. ↑  Die Pont de l’île d’Orléans ist zwar insgesamt über 4,4 km lang, ihre maximale Stützweite von 323 Metern ist jedoch um mehr als die Hälfte kürzer.